# Megaselia setella
Megaselia setella är en tvåvingeart som beskrevs av Rudolf Beyer 1966. Megaselia setella ingår i släktet Megaselia och familjen puckelflugor. Inga underarter finns listade i Catalogue of Life.